# Liste von Flugplätzen in Albanien
Die Liste von Flugplätzen in Albanien enthält alle aktuellen und ehemaligen Flughäfen und andere Flugplätze in Albanien.
Kleinere Flugfelder bestanden früher auch bei Lushnja (Pluk), Elbasan (Cërrik), Fier und Kavaja.
| Name des Flughafens / Flugplatzes (Offizielle Bezeichnung)  | IATA-Code | ICAO-Code | Eröffnung                                                                   | Passagiere      | Flugbewegungen | Stadt                          | Bild                               | Position                     | Bemerkung                                                                                       |
| ----------------------------------------------------------- | --------- | --------- | --------------------------------------------------------------------------- | --------------- | -------------- | ------------------------------ | ---------------------------------- | ---------------------------- | ----------------------------------------------------------------------------------------------- |
| Flughafen Tirana (Tirana International Airport Nënë Tereza) | TIA       | LATI      | 1958                                                                        | 10.708.975 2024 | 68.344 2024    | Tirana (Rinas, Gemeinde Kruja) |                                    | 41° 24′ 53″ N, 19° 43′ 14″ O | Bedeutendster internationaler Flughafen Albaniens; früher auch militärisch genutzt              |
| Flughafen Kukës (Shaikh Zayed International Airport)        | KFZ       | LAKU      | 2007 betriebsbereit; 2010Eröffnung; 2021 Internationaler Verkehr nach Umbau | –               | –              | Kukës                          |                                    | 42° 2′ 10″ N, 20° 24′ 57″ O  | saisonal genutzt; Geisterflughafen                                                              |
| Flughafen Vlora                                             | VLO       | LAVL      | im Bau                                                                      |                 |                | Vlora (Novosela)               |                                    | 40° 36′ 5″ N, 19° 25′ 59″ O  | seit 2021 ziviler Flugplatz auf dem Gelände des ehemaligen Luftwaffenstützpunkts Akërnia in Bau |
| Flugplatz Gjirokastra (Aerodromi i Gjirokastrës)            |           |           | 1928, 2022                                                                  | –               | –              | Gjirokastra                    | Flugplatz Gjirokastra im Juni 2022 | 40° 5′ 14″ N, 20° 9′ 9″ O    | Flugfeld mit Graspiste für Sportflugzeuge bis 5700 kg; nur Inlandflüge                          |

| Name des Flugplatzes Offizielle Bezeichnung                               | IATA-Code | ICAO-Code | Eröffnung | Passagiere | Flugbewegungen | Stadt          | Bild              | Position                     | Bemerkung                                                                                           |
| ------------------------------------------------------------------------- | --------- | --------- | --------- | ---------- | -------------- | -------------- | ----------------- | ---------------------------- | --------------------------------------------------------------------------------------------------- |
| Flugplatz Korça (Fusha e aviacionit Lumalas)                              |           | LAKO      |           |            |                | Korça          |                   | 40° 38′ 44″ N, 20° 44′ 20″ O | ungeteertes, ungenutztes und blockiertes Flugfeld                                                   |
| Flugplatz Shkodra (Fusha e aviacionit Shtoi)                              |           | LPSK      |           |            |                | Shkodra        |                   | 42° 5′ 22″ N, 19° 30′ 33″ O  | keine Informationen; Gelände scheint umgenutzt                                                      |
| Flugplatz Saranda (Fusha e aviacionit Finiq)                              |           | LASR      |           |            |                | Saranda        |                   | 39° 52′ 43″ N, 20° 2′ 9″ O   | ungenutzt, Ideen für Bau eines internationalen Flughafens                                           |
| Flugplatz Vlora (Baza Ajrore Vlorë)                                       |           | LAVL      |           |            |                | Vlora          |                   | 40° 28′ 32″ N, 19° 28′ 28″ O | zerstört, ursprünglich zur Luftwaffenakademie Vlora gehörend                                        |
| Militärflugplatz Kuçova (Baza Ajrore Kuçovë)                              |           | LAKV      |           |            |                | Kuçova         |                   | 40° 46′ 19″ N, 19° 54′ 7″ O  | in Betrieb                                                                                          |
| Militärflugplatz Gjadër (Aerodromi Gjadër)                                |           | LAGJ      |           | –          | –              | Lezha          |                   | 41° 53′ 43″ N, 19° 35′ 56″ O | stillgelegt und blockiert                                                                           |
| Militärheliport Tirana-Farka (Baza Ajrore Farkë)                          |           | LAFK      |           |            |                | Tirana-Farka   |                   | 41° 18′ 59″ N, 19° 53′ 8″ O  | in Betrieb                                                                                          |
| Flugplatz Lapraka (Fusha e aviacionit Tiranë-Laprakë)                     | ZOOH      |           |           | –          | –              | Tirana-Lapraka |                   | 41° 19′ 57″ N, 19° 47′ 33″ O | stillgelegt bis auf Heliport; ursprünglicher Hauptflughafen von Tirana                              |
| Luftwaffenstützpunkt Akërnia (auch Pishë Poro; Fusha e aviacionit Akërni) |           |           |           | –          | –              | Vlora          | Luftplatz Akërnia | 40° 36′ 5″ N, 19° 25′ 59″ O  | stillgelegtes Reserve-Flugfeld der Luftwaffe. Neuer Passagierflughafen im Bau, vgl. Flughafen Vlora |